# 埃德威格

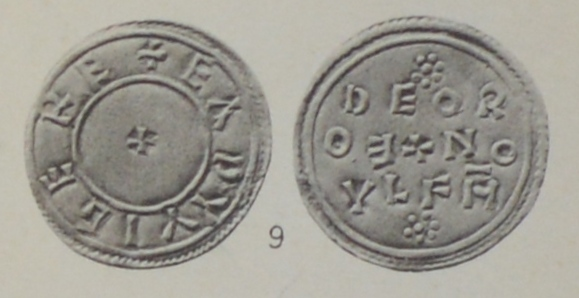
埃德威格在位時鑄造的硬幣

埃德威格（Eadwig，有时作Edwy ；941年—959年10月1日）是一位英格兰国王，955年11月23日 – 959年10月1日在位，绰号美男子（All-Fair或the Fair）。他是埃德蒙一世和沙夫茨伯里的艾尔弗吉夫的长子，其叔埃德雷德死后他被贵族选为继承人继位为王。他享国短暂，在位期间王国持续不断发生冲突。

## 生平
根據傳說，繼位當天埃德威格沒有參加貴族會議，鄧斯坦找到這位年輕的君主時，他正與一位名叫Æthelgifu的貴婦歡蹦亂跳，拒絕與主教一起回來。因此，鄧斯坦拖著埃德威格回來，迫使他以妓女之名離棄Æthelgifu。鄧斯坦意識到他已冒犯國王，逃到修道院作避難之所。因為Æthelgifu煽動，埃德威格到修道院進行掠奪。雖然鄧斯坦成功逃脫，他拒絕回到英格蘭，直到埃德威格逝世。
但是盎格魯-撒克遜編年史只描寫埃德威格的即位及鄧斯坦逃離英格蘭，但並不解釋為什麼鄧斯坦要外逃。因此，這份關於埃德威格和鄧斯坦之間的報告可能是基於一個真正的事件或是一個年輕國王與希望控制國王的祟高教會官員之間的權力及政治爭鬥，其後以這個傳說損害國王的名譽，或者它可能只是民間傳說。 “編年史”還描寫大主教奧多把國王的婚姻擱置是因為埃德威格和他未婚妻艾爾弗吉夫“血緣太近”。
在盎格魯-撒克遜編年史和伍斯特約翰後來所寫的編年史（都是由支持鄧斯坦的僧侶所編寫）中記錄了鄧斯坦與利斯菲爾德主教在加冕期間的爭論。 “歡蹦亂跳”的問題是當時只有16歲的埃德威格與艾爾弗吉夫和她的母親Æthelgifu遠離宴會。埃德威格後來與艾爾弗吉夫結婚，艾爾弗吉夫好像是盎格魯-撒克遜編年史作者Æthelweard the chronicler的妹妹。Æthelweard描述自己是國王埃塞爾雷德的玄孫，而埃德威格是國王埃德蒙一世的兒子及長者愛德華的孫子，亦是阿爾弗雷德大帝的曾孫。因此是埃塞爾雷德的曾侄孫，指出埃德威格和艾爾弗吉夫是第三代的表兄妹。
埃德威格和艾爾弗吉夫的婚姻被廢除是不尋常，因為廢除是違反他們的意願，並明確的帶有由鄧斯坦的支持者政治動機。當時的教會認為七親血緣內的任何結合是亂倫的（在1215年減少到四親以內）。當時的親屬血緣是通過計到共同的祖先和達到兩人的距離，而第二代表親是在六親血緣內。
埃德威格死後葬於首都溫徹斯特，因死後無嗣，他的弟弟埃德加一世繼承王位。